# Isabelle Gallimard
Pour les articles homonymes, voir Gallimard (homonymie).
Isabelle Gallimard, née à Paris le 4 janvier 1951, est une éditrice et chef d'entreprise française.

## Biographie
Née en 1951 à Paris, fille de Claude Gallimard et Simone Gallimard, Isabelle Gallimard est la benjamine d'une fratrie de quatre. Elle fait des études de sociologie à la Sorbonne. De 1974 à 1984, elle travaille pour le cinéma et la télévision, notamment au service des adaptations littéraires d’Antenne 2 et à la cinémathèque Gaumont. En 1985, elle devient responsable du service audiovisuel des éditions Gallimard, puis, elle entre en 1988 au comité de lecture de cette maison où elle crée, en 1990, la collection « Biblos ». Lorsqu'un conflit familial éclate publiquement en janvier 1990 au sein de la fratrie sur le sujet de la succession de Claude Gallimard, elle se montre la plus discrète, sa mère tentant de jouer les bons offices, et, bien que s'étant associée un moment à son frère Christian et sa sœur Françoise dans une action en justice, elle accepte finalement, pour dénouer la situation, de vendre la quasi-totalité de ses actions à la Banque nationale de Paris, ce qui renforce la position de son autre frère Antoine Gallimard.
En 1995, à la mort de sa mère, elle prend la direction du Mercure de France, où elle crée de nouvelles collections, et publie des auteurs français dont Andreï Makine (prix Goncourt et prix Médicis 1995), Pierre Charras, Karim Sarroub, Gilles Leroy (prix Goncourt 2007), Denis Podalydès (prix Femina Essai 2008), Gwenaëlle Aubry (prix Femina 2009), francophones (Raphaël Confiant, Louis-Philippe Dalembert, Kettly Mars, Gisèle Pineau, Sami Tchak…) et étrangers (Julian Barnes, Jerome Charyn…), ainsi que des poètes (Adonis, Yves Bonnefoy, Vénus Khoury-Ghata, Jean-Michel Maulpoix, Franck Venaille…).
Isabelle Gallimard est co-actionnaire principale du groupe Madrigall depuis 1992, et, à ce titre, administratrice de Gallimard et Flammarion.

### Lancement de collections
- 1995 : création du « Petit Mercure ».
- 1998 : création de la « Bibliothèque étrangère ».
- 1999 : création du « Temps retrouvé poche ».
- 2002 : lancement de la collection « Le goût de... »
- 2003 : reprise du « Temps retrouvé » grand format.
- 2004 : création de la collection « Traits et portraits », avec la publication de L’Africain de J.-M. G. Le Clézio.
- 2014 : création de la collection « Le Mercure Noir ».